# Хиткот-Драммонд-Уиллоуби, Гилберт, 1-й граф Анкастер
Ги́лберт Ге́нри Хи́ткот-Дра́ммонд-Уи́ллоуби, 1-й гра́ф Анка́стер (англ. Gilbert Henry Heathcote-Drummond-Willoughby, 1st Earl of Ancaster; 1 октября 1830 — 24 декабря 1910) — британский аристократ и государственный деятель.

## Биография
Гилберт Генри Хиткот был сыном Гилберта Хиткота, 1-го барона Авеланд и его супруги Клементины Драммонд-Уиллоуби, 24-й баронессы Уиллоуби де Эрзби. Он получил образование в школе Харроу и закончил Тринити-колледж, колледж Кембриджского университета. 
В 1852 году Гилберт был избран в парламент Великобритании, став членом Палаты общин от Бостона (Линкольншир), а в 1856 году был переизбран в парламент от округа Ратленд. 
В 1867 году Гилберт унаследовал от отца титул барона Авеланд, а после смерти дяди в 1870 году, ему досталась должность лорда великого камергера. 
В 1872 году по королевской лицензии ему была присвоена фамилия Хиткот-Драммонд-Уиллоуби. В 1888 году после смерти матери Гилберт унаследовал титул барона Уиллоуби де Эрзби, а в 1892 году ему был пожалован титул граф Анкастер. 
Скончался 24 декабря 1910 года в возрасте 80 лет, был похоронен в церкви Святого Михаила и всех ангелов (Иденхем).

## Семья
В 1863 году женился на леди Эвелин Элизабет Гордон (22 марта 1846 — 16 марта 1921), второй дочери Чарльза Гордона, 10-го маркиза Хантли и его второй жены Мэри Антуанетты Пегус; у супругов 10 детей:
- Леди Эвелин Клементина Хиткот-Драммонд-Уиллоуби (1864 — 1924), была женой генерал-майора Генри Эварта[англ.]; у супругов был один сын;
- Леди Маргарет Мэри Хиткот-Драммонд-Уиллоуби (1866 — 1956), вышла замуж за адвоката Гидеона Макферсона Резерфорда;
- Гилберт Хиткот-Драммонд-Уиллоуби (29 июля 1867 – 19 сентября 1951), наследовал отцу;
- Леди Нина Хиткот-Драммонд-Уиллоби (1869 — 1940);
- Дост. Чарльз Хиткот-Драммонд-Уиллоби[англ.] (18 мая 1870 — 15 декабря 1949), бригадный генерал, участник Второй англо-бурской войны и Первой мировой войны;
- Клод Хиткот-Драммонд-Уиллоби[англ.] (15 октября 1872 — 24 февраля 1950), подполковник, участник Второй англо-бурской войны и Первой мировой войны;
- Леди Сесиль Хиткот-Драммонд-Уиллоби (1874 – 1960), вышла замуж за Томаса Кларенса Гоффа[англ.], в браке было 2 детей;
- Леди Алиса Хиткот-Драммонд-Уиллоби (1876 – 1951);
- Леди Мэри Аделаида Хиткот-Драммонд-Уиллоби (1878 — 1960), вышла замуж за Артура Рамсея, 14-го графа Далхаузи[англ.], в браке было 4 детей;
- Дост. Питер Роберт Хиткот-Драммонд-Уиллоби (1885 — 1914), лейтенант-коммандер, погиб в морском сражении при Коронеле